# Bad Saulgau
Bad Saulgau (pronunciación en alemán: /baːt ˈzaʊ̯lɡaʊ̯/ⓘ) es una ciudad alemana perteneciente al distrito de Sigmaringa, en el estado federado de Baden-Wurtemberg. Junto con sus 13 barrios (Bierstetten, Bogenweiler, Bolstern, Bondorf, Braunenweiler, Friedberg, Fulgenstadt, Großtissen, Hochberg, Lampertsweiler, Moosheim, Renhardsweiler, Wolfartsweiler) tiene unos 17.500 habitantes.